# Clinopodium vulgare
Clinopodium vulgare es una especie de planta herbácea de la familia de las labiadas.

## Descripción
Hierba perenne, cubierta de pelos en todas sus partes. Tallos erectos de hasta 80 cm de altura. Hojas opuestas, ovdas u ovado-lanceoladas, pecioladas, con los bordes ligeramente crenado-aserrados. Flores densamente dispuestas en falsos verticilos más o menos distanciados entre ellos; brácteas lineares, plumosas, de longitud aproximadamente igual a la del cáliz; corola tubular, bilabiada, de 12-22 mm, de color púrpura o rosáceo. Fruto formado por 4 nuececillas. Florece desde finales de primavera y en el verano.

## Hábitat
Planta común en melojares y pinares En bosques abiertos, malezas, setos y praderas calcáreas.

## Distribución
Toda Europa, excepto Islandia.

## Observaciones
El vino de clinopodio (preparado por maceración de las flores en un buen jerez) resulta ser un excelente aperitivo y se usa en medicina familiar como estomacal y para combatir los estados de melancolía.

## Variedades
- Clinopodium vulgare subsp. arundanum (Boiss.) Nyman (1881).
- Clinopodium vulgare subsp. orientale Bothmer (1967).
- Clinopodium vulgare subsp. vulgare.

## Nombres comunes
- Castellano: albahaca de monte, albahaca silvestre, albahaca silvestre mayor, angelotes, clinopodio, cuatro-hermanas castellanas, hierba capuchina, nébeda, nébida, orégano falso, oriégano, perilla de cama, pie de cama.[2]

## Sinonimia
- Acinos vulgaris (L.) Pers. (1806).
- Melissa clinopodium Benth. (1834), nom. superfl.
- Melissa vulgaris (L.) Trevis. (1842).
- Satureja vulgaris (L.) Bég. in A.Fiori & al. (1903), nom. illeg.
- Calamintha vulgaris (L.) Druce (1906).[3]

## Galería

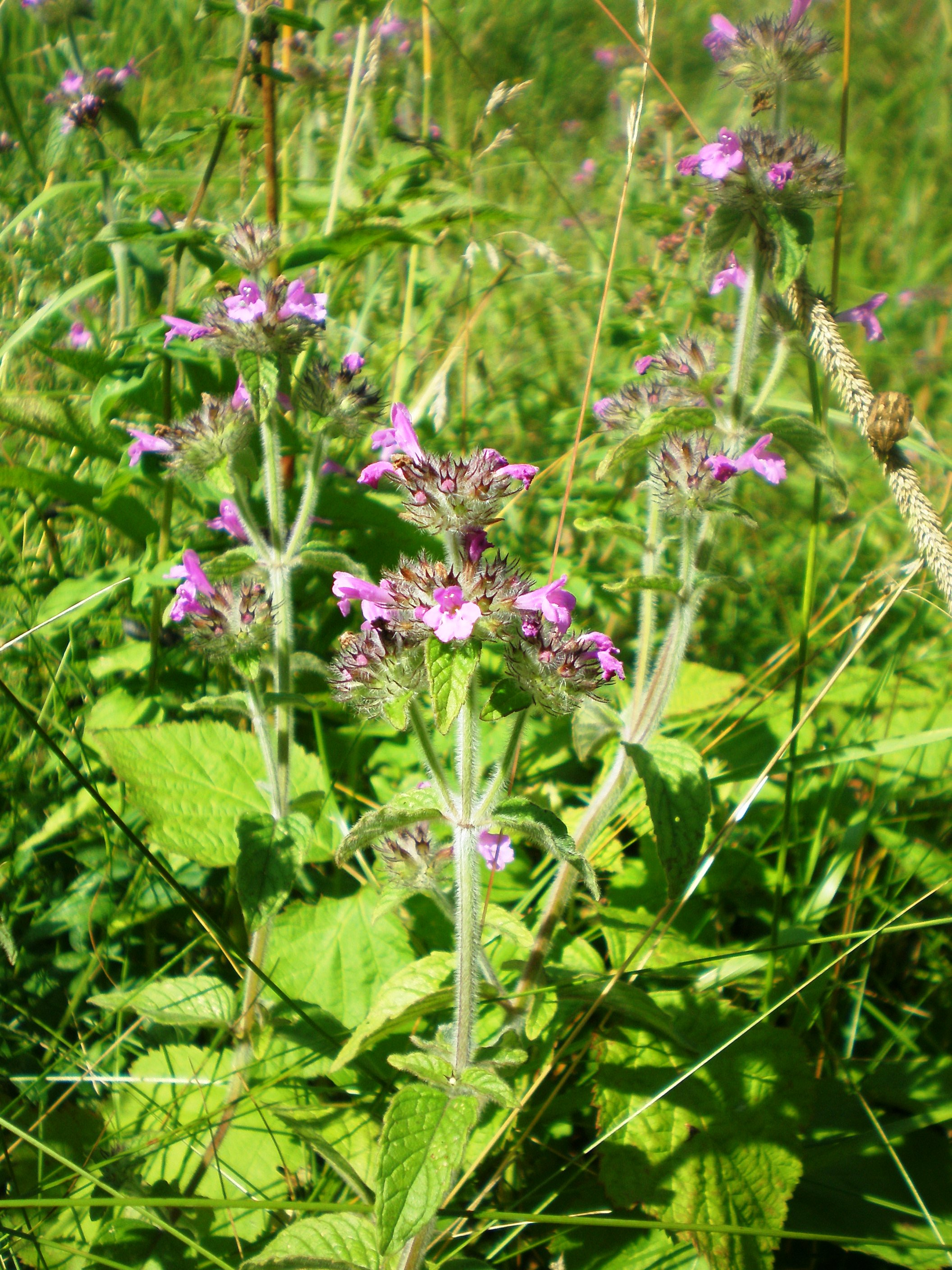